# Giovan Battista Cavagna
Giovanni Battista Cavagna, également connu comme Cavagni ou Gavagni (né à Rome vers 1545 et mort en juillet 1613 à Loreto) est un architecte italien qui fut aussi peintre, surtout actif au royaume de Naples.

## Biographie
Giovan Battista Cavagna travaille à Naples entre 1572 et 1577 pour l'église San Gregorio Armeno avec Giovanni Vincenzo Della Monica (it). Il aide aussi au projet de la Banque de Naples, appelée le second Monte di Pietà (it), qui commença son activité en 1539 pour libérer la population des taux des usuriers. En 1597, l'édifice est terminé et réunit toutes les banques de la ville. Il est assisté par Giovan Giacomo Di Conforto (it) et Giovanni Cola di Franco. Il dessine les plans de l'église Santa Maria Apparente.
Il s'installe ensuite à Rome où il travaille à l'atelier de Federico Zuccari et réalise plusieurs fresques. Il retourne à Naples en 1590 où il dessine des édifices marquant la transition du style Renaissance vers le style maniériste. Par exemple, il aide à terminer la chapelle Muscettola de l'église Santa Maria della Stella, chapelle détruite sous les bombardements américains de la Seconde Guerre mondiale. Il dirige le chantier du couvent Sant'Andrea delle Dame. En 1591, il aide à la reconstruction de la nef et de l'abside de l'église Sant'Anna dei Lombardi. Il succède ensuite au Père Grimaldi dans la direction de la construction de la basilique théatine San Paolo Maggiore.
De 1598 à 1599, il collabore au projet du Père Grimaldi de la chapelle du trésor de la basilique Santissima Annunziata. Il accuse aussi son rival, le Tessinois, Domenico Fontana, de choisir un terrain inadapté pour la construction du palais royal.
En 1601–1602, il construit des entrepôts à grains. En 1607, il participe au concours pour le dessin de la Reale Cappella del Tesoro di San Gennaro de la cathédrale de Naples, concourant avec d'autres architectes comme Bernucci, Fontana (it), le Père Grimaldi, Cola di Franco, Naccherino, Mencioni di Bartolomeo, et di Conforto (it). Le Père Grimaldi et Giovanni Cola di Franco remportent le concours. En 1610, il travaille à Ascoli Piceno, où il dessine les plans de l'église des oratoriens San Pietro in Valle dans la ville de Fano (Marches). Il meurt à Loreto où il est enterré à la cathédrale le 19 juillet. Dionisio di Bartolomeo fut l'un de ses disciples.

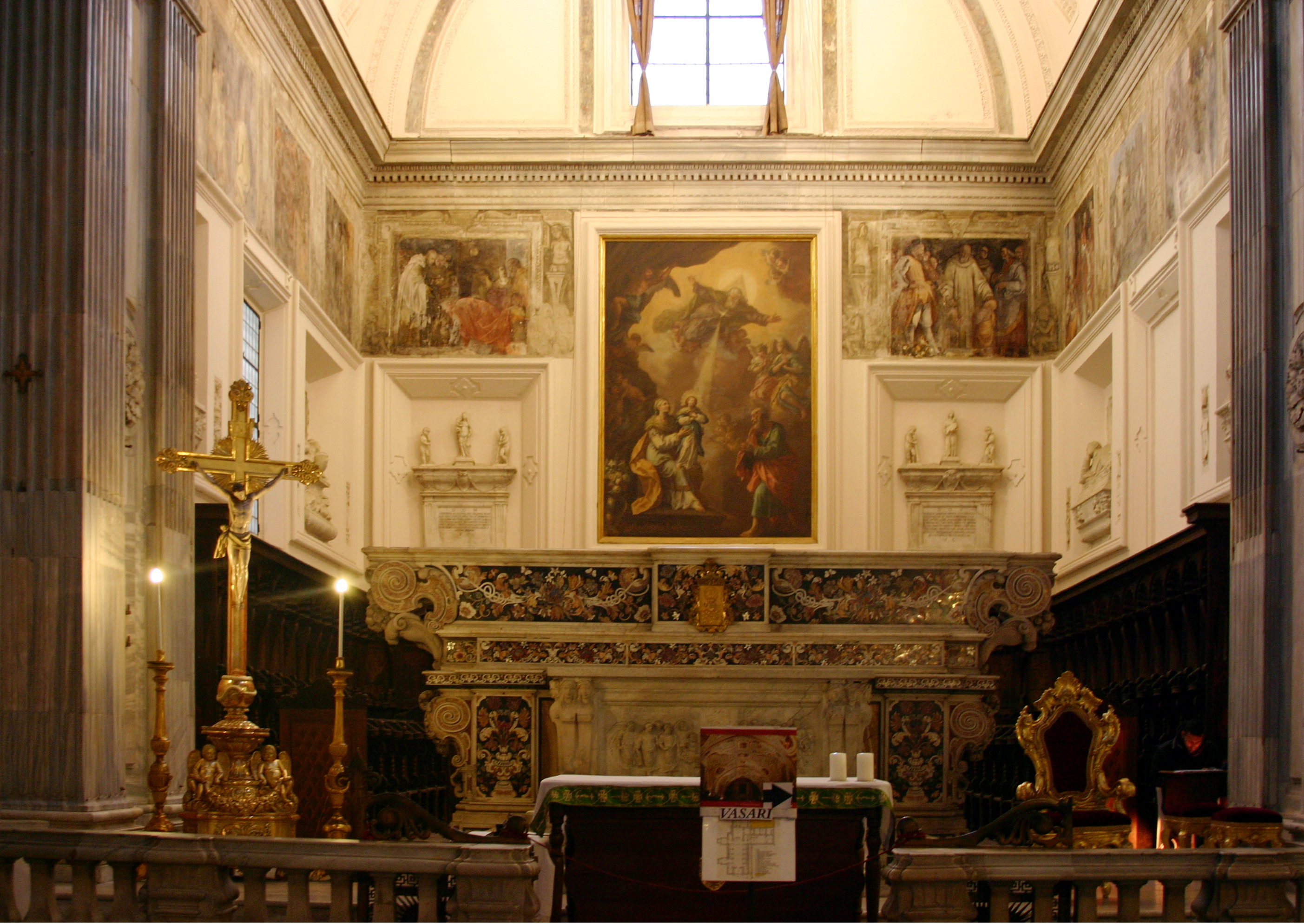
Abside de l'Église Sainte-Anne-des-Lombards.
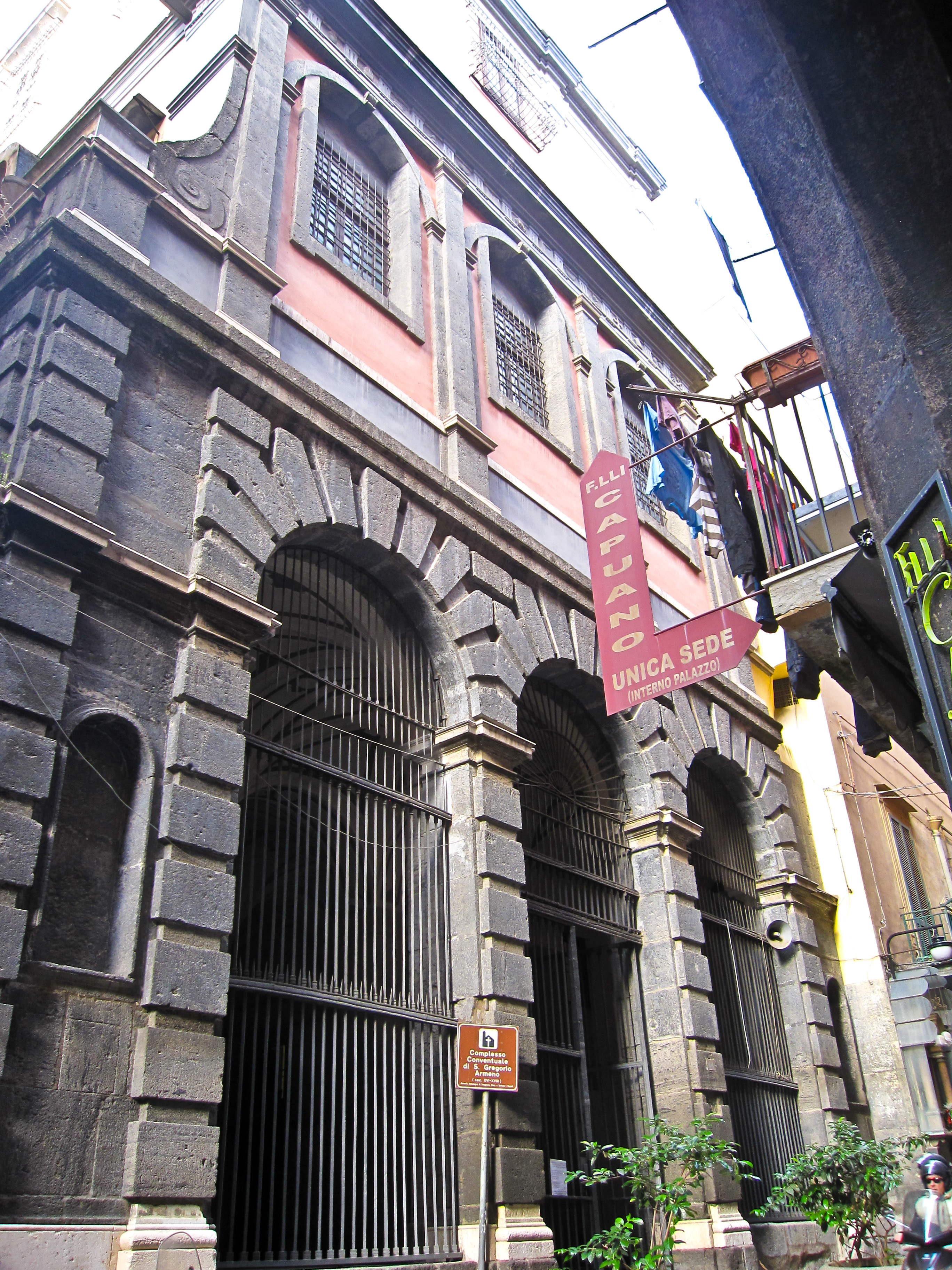
Façade de l'église San Gregorio Armeno.
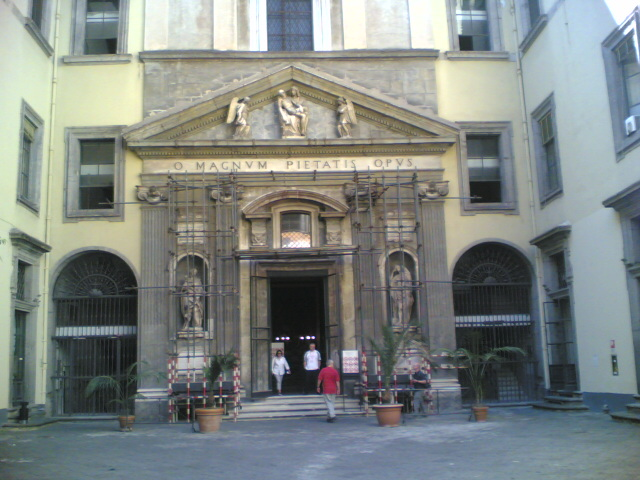
La chapelle du Monte di Pietà de Naples.
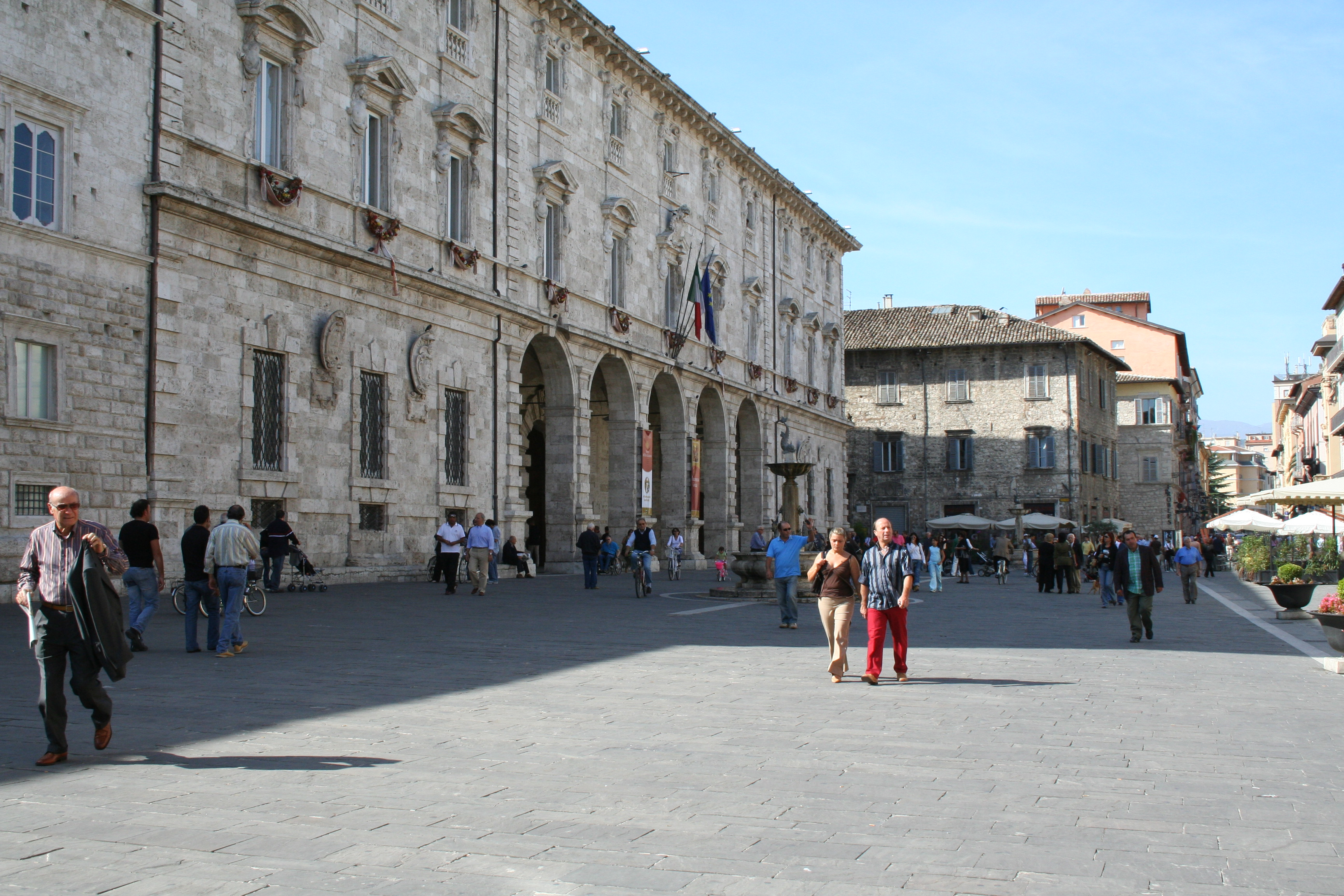
Façade du Palazzo dell'Arengo à Ascoli Piceno.

## Source de la traduction
- (it) Cet article est partiellement ou en totalité issu de l’article de Wikipédia en italien intitulé « Giovan Battista Cavagna » (voir la liste des auteurs).